# Église Saint-Martin de Servon
Pour les articles homonymes, voir Église Saint-Martin.
L'église Saint-Martin de Servon est un édifice catholique qui se dresse sur le territoire de la commune française de Servon, dans le département de la Manche, en région Normandie.
L'église et le calvaire sont inscrits aux monuments historiques.

## Localisation
L'église Saint-Martin est située sur la commune de Servon, dans le département français de la Manche.

## Historique
L'église est datée du XIVe siècle.

## Description
L'édifice de style classique arbore un clocher coiffé d'un dôme.

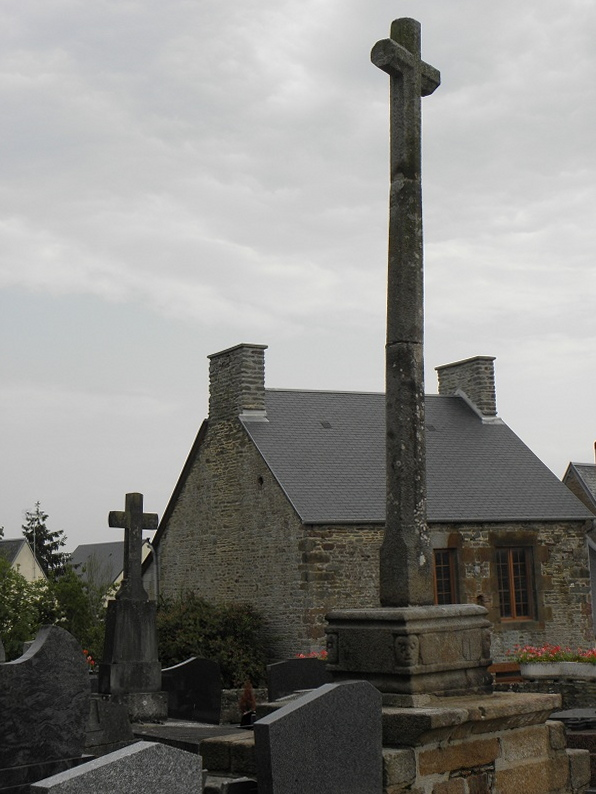
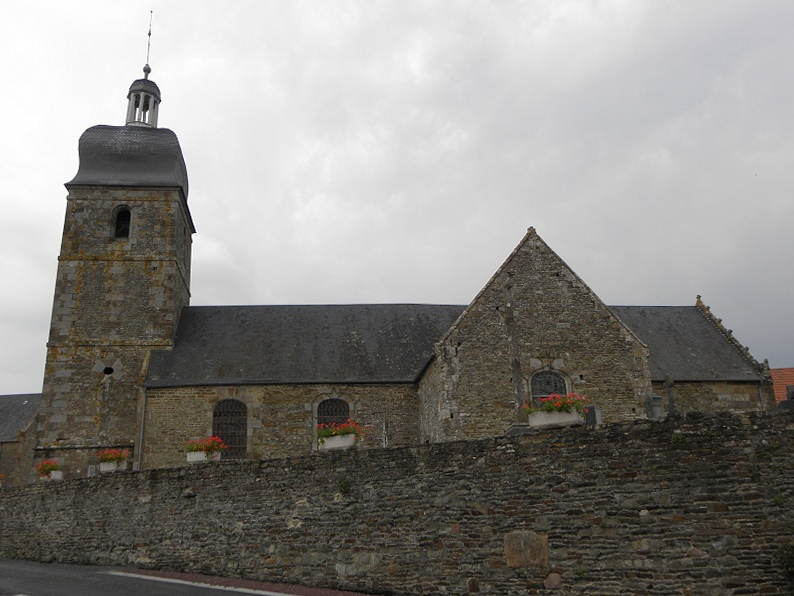

## Protection
L'église et le calvaire dans le cimetière sont inscrits au titre des monuments historiques par arrêté du 3 juin 1975.

## Mobilier
L'église abrite sur la voûte du chœur une peinture sur bois représentant le Christ et les apôtres, la Vierge et les saintes populaire de l'Avranchin, datée de la fin du XVIe siècle, classé au titre objet le 28 septembre 1977, ainsi qu'un riche mobilier : retables, autels, statues.